# That Was Then but This Is Now
That Was Then but This Is Now is een nummer van de Britse new waveband ABC uit 1983. Het is de eerste single van hun tweede studioalbum Beauty Stab.
"That Was Then but This Is Now" gaat over verandering, teleurstelling en het loslaten van het verleden. Martin Fry bezingt het contrast tussen hoe dingen vroeger waren ("that was then") en hoe ze nu zijn ("but this is now"). Het nummer leverde ABC een bescheiden hit op in het Verenigd Koninkrijk, waar het de 18e positie bereikte. In Nederland was het met een 6e positie in de Tipparade minder succesvol.

## Tracklijst
- 7"

1. "That Was Then but This Is Now" - 3:35
2. "Vertigo" - 1:54